# Кесслер, Уокер
Уокер Росс Кесслер (англ. Walker Ross Kessler; род. 26 июля 2001, Атланта) — американский профессиональный баскетболист клуба НБА «Юта Джаз».

## Ранние годы
Кесслер играл в баскетбол за Вудвард Академи в Колледж-Парке, штат Джорджия. В выпускном сезоне он в среднем набирал 17,8 очков, 9,3 подборов и 5,2 блок-шота за игру, что привело его команду к первому титулу чемпиона штата в классе 4A. Кесслер был назван игроком года по версии Atlanta Journal-Constitution, Мистером баскетбол Джорджия и игроком года по версии Georgia Gatorade. Принял участие на McDonald’s All-American.
Он решил играть за студенческую баскетбольную команду «Северной Каролины», несмотря на предложения от «Дьюка», «Мичигана», «Виргинии» и «Вандербильта».

## Карьера в колледже

### Северная Каролина (2020-2021)
10 марта 2021 года Кесслер набрал 16 очков, 12 подборов и 8 блоков в победной игре против «Нотр-Дама» (101:59) во втором раунде турнира ACC. Он установил рекорд новичка Северной Каролины и рекорд турнира ACC по количеству блоков за игру. Будучи новичком, он набирал в среднем 4,4 очка и 3,2 подбора за игру.

### Оберн
После одного сезона Кесслер перешёл в «Оберн», выбрав «Тайгерс» вместо «Гонзаги». 29 декабря 2021 года он набрал трипл-дабл из 16 очков, 11 блок-шотов и 10 подборов против ЛСЮ. 25 января Кесслер получил награду «Игрок недели» конференции SEC после сильных выступлений против «Джорджии» и «Кентукки». Кесслер считался одним из лучших блок-шотеров страны, установив рекорд «Оберна» по блок-шотам за один сезон, возглавив страну по блок-шотам и записав на свой счёт больше блок-шотов, чем все остальные команды. По завершении регулярного сезона Кесслер был назван оборонительным игроком года в конференции SEC, вош`л в первую сборную конференции SEC и в третью всеамериканскую сборную NCAA. 3 апреля 2022 года Кесслер выставил свою кандидатуру на драфт НБА 2022 года, отказавшись от оставшегося права на поступление в колледж.

## Профессиональная карьера
Кесслер был выбран командой «Мемфис Гриззлис» под 22-м номером, а затем был обменён в «Миннесота Тимбервулвз» вместе с Тай Тай Вашингтоном на Джейка Ларэвию. 6 июля 2022 года, через две недели после драфта, Кесслер был обменян вместе с Патриком Беверли, Джарредом Вандербильтом, Леандро Больмаро, Маликом Бизли, четырьмя будущими выборами первого раунда и обменом пиков в «Юта Джаз» в обмен на Руди Гобера. 9 июля Кесслер подписал контракт новичка с «Джаз».
16 января 2023 года Кесслер сделал дабл-дабл, набрав 20 очков и сделав 21 подбор, что является рекордом в его карьере, а также отдав 4 передачи и сделав 2 блок-шота в победном матче (126:125) против «Миннесота Тимбервулвз». 25 марта 2023 года Кесслер набрал 31 очко, обновив собственный рекорд, и сделал 11 подборов в проигрышной игре против «Сакраменто Кингз» (113:121). В течение своего сезона новичка он принял участие в 74 играх, набирая в среднем 9,2 очка за игру.
По итогам сезона 2022/2023 Кесслер был объявлен финалистом премии «Новичок года НБА», заняв в итоге третье место в голосовании.

## Статистика

### Статистика в НБА
| Сезон                                                                                    | Команда | Регулярный сезон | Регулярный сезон | Регулярный сезон | Регулярный сезон | Регулярный сезон | Регулярный сезон | Регулярный сезон | Регулярный сезон | Регулярный сезон | Регулярный сезон | Регулярный сезон | Серия плей-офф | Серия плей-офф | Серия плей-офф | Серия плей-офф | Серия плей-офф | Серия плей-офф | Серия плей-офф | Серия плей-офф | Серия плей-офф | Серия плей-офф | Серия плей-офф |
| Сезон                                                                                    | Команда | GP               | GS               | MPG              | FG%              | 3P%              | FT%              | RPG              | APG              | SPG              | BPG              | PPG              | GP             | GS             | MPG            | FG%            | 3P%            | FT%            | RPG            | APG            | SPG            | BPG            | PPG            |
| ---------------------------------------------------------------------------------------- | ------- | ---------------- | ---------------- | ---------------- | ---------------- | ---------------- | ---------------- | ---------------- | ---------------- | ---------------- | ---------------- | ---------------- | -------------- | -------------- | -------------- | -------------- | -------------- | -------------- | -------------- | -------------- | -------------- | -------------- | -------------- |
| 2022/23                                                                                  | Юта     | 74               | 40               | 23,0             | 72,0             | 33,3             | 51,6             | 8,4              | 0,9              | 0,4              | 2,3              | 9,2              | Не участвовал  | Не участвовал  | Не участвовал  | Не участвовал  | Не участвовал  | Не участвовал  | Не участвовал  | Не участвовал  | Не участвовал  | Не участвовал  | Не участвовал  |
| 2023/24                                                                                  | Юта     | 64               | 22               | 23,3             | 65,4             | 21,1             | 60,2             | 7,5              | 0,9              | 0,5              | 2,4              | 8,1              | Не участвовал  | Не участвовал  | Не участвовал  | Не участвовал  | Не участвовал  | Не участвовал  | Не участвовал  | Не участвовал  | Не участвовал  | Не участвовал  | Не участвовал  |
| 2024/25                                                                                  | Юта     | 58               | 58               | 30,0             | 66,3             | 17,6             | 52,0             | 12,2             | 1,7              | 0,6              | 2,4              | 11,1             | Не участвовал  | Не участвовал  | Не участвовал  | Не участвовал  | Не участвовал  | Не участвовал  | Не участвовал  | Не участвовал  | Не участвовал  | Не участвовал  | Не участвовал  |
|                                                                                          | Всего   | 196              | 120              | 25,2             | 68,0             | 19,6             | 53,7             | 9,2              | 1,2              | 0,5              | 2,4              | 9,4              | Не участвовал  | Не участвовал  | Не участвовал  | Не участвовал  | Не участвовал  | Не участвовал  | Не участвовал  | Не участвовал  | Не участвовал  | Не участвовал  | Не участвовал  |
| Наведите курсор мыши на аббревиатуры в заголовке таблицы, чтобы прочесть их расшифровку. |         |                  |                  |                  |                  |                  |                  |                  |                  |                  |                  |                  |                |                |                |                |                |                |                |                |                |                |                |

### Статистика в NCAA
| Сезон | Команда           | Conf  | Class | GP | GS | MPG  | FG%  | 3P%  | FT%  | RPG | APG | SPG | BPG | PPG  |
| --- | ----------------- | ----- | ----- | -- | -- | ---- | ---- | ---- | ---- | --- | --- | --- | --- | ---- |
| 2020/21 | Северная Каролина | ACC   | FR    | 29 | 0  | 8,8  | 57,8 | 25,0 | 53,7 | 3,2 | 0,3 | 0,5 | 0,9 | 4,4  |
| 2021/22 | Оберн             | SEC   | SO    | 34 | 34 | 25,6 | 60,8 | 20,0 | 59,6 | 8,1 | 0,9 | 1,1 | 4,6 | 11,4 |
| Всего | Всего             | Всего | Всего | 63 | 34 | 17,9 | 60,1 | 20,4 | 57,7 | 5,8 | 0,6 | 0,8 | 2,9 | 8,2  |
| Наведите курсор мыши на аббревиатуры в заголовке таблицы, чтобы прочесть их расшифровку Статистика приведена с сайта sports-reference.com |                   |       |       |    |    |      |      |      |      |     |     |     |     |      |

## Личная жизнь
Отец Кесслера, Чад, и его дядя, Алек, играли в баскетбол за колледж «Джорджии» и получили вызов в НБА, прежде чем стать хирургами-ортопедами. Его брат, Хьюстон, также играл в баскетбол за «Джорджию». Его девушка Эбби Стокард, студентка-медик и чирлидер в Университете Оберн, была коронована как Мисс Америка 2025.